# Mehmet Nuri Ezen
Mehmet Nuri Ezen (* 1940) ist ein ehemaliger türkischer Botschafter.
Ezen studierte bis 1964 Politikwissenschaft an der Universität Ankara. Nach Abschluss dieses Studiums trat er in den auswärtigen Dienst der Türkei. Ab den 1980er-Jahren war er für den auswärtigen Dienst in verschiedenen Positionen in ausländischen Städten tätig. Zwischen 1982 und 1986 war er Generalkonsul in Hamburg. Darauf folgten Tätigkeiten als Botschafter in Kuwait (1991–1996), Inspekteur im türkischen Außenministerium (1997–1998), Generalkonsul in New York (1999–2002) sowie als Botschafter in Mexiko-Stadt (2002–2004). Im Jahr 2005 erfolgte seine Versetzung in den Ruhestand.